# Giana Farouk
Giana Mohamed Farouk Lotfy (arabisch جيانا محمد فاروق لطفي; * 10. Dezember 1994) ist eine ägyptische Karateka. Sie kämpft in der Gewichtsklasse bis 61 Kilogramm.

## Karriere
Giana Farouk wurde bei den Juniorinnen einmal und bei der U21 zweimal Weltmeisterin. Noch während ihrer Zeit bei den Junioren gewann sie bei den Mittelmeerspielen 2013 in Mersin in ihrer Gewichtsklasse die Goldmedaille. Ein Jahr darauf gelang ihr bei den Weltmeisterschaften in Bremen ein Doppelerfolg, als sie sowohl im Einzel als auch mit der Mannschaft Weltmeisterin wurde. 2015 folgte eine weitere Goldmedaille bei den Afrikaspielen in Brazzaville. Bei den Weltmeisterschaften in Linz schaffte sie die Titelverteidigung in der Einzelkonkurrenz, während sie mit der Mannschaft diesmal Platz drei belegte. Diese Platzierung wiederholte sie mit der Mannschaft auch bei den Weltmeisterschaften in Madrid. Im Einzel erreichte sie als Dritte ebenfalls erneut das Podest. Darüber hinaus belegte sie 2018 bei den Mittelmeerspielen in Tarragona den zweiten Platz. Die nächste internationale Medaille folgte bei den Afrikaspielen 2019 in Rabat mit Bronze.
Für die 2021 ausgetragenen Olympischen Spiele 2020 in Tokio qualifizierte sich Farouk über die Olympische Rangliste. Die Gruppenphase überstand sie mit drei Siegen in vier Kämpfen als Zweite und traf im Halbfinale auf Yin Xiaoyan. Dieser unterlag sie und erhielt damit automatisch die Bronzemedaille. Yin wurde schließlich Zweite hinter Jovana Preković, die Olympiasiegerin wurde und die als einzige in der Gruppenphase gegen Farouk gewann. Die zweite Bronzemedaille ging an Merve Çoban. Bei der Schlussfeier der Spiele fungierte Farouk als Fahnenträgerin der ägyptischen Delegation.